# Philippa Schuyler
Philippa Duke Schuyler (  /ˈskaɪlər/ ; 2 de agosto de 1931 - 9 de mayo de 1967) fue pianista, compositora, autora y periodista estadounidense. Considerada una Niña prodigio, era hija del periodista negro George Schuyler y de Josephine Schuyler, una heredera tejana blanca. Schuyler se hizo famosa en la década de 1930 por su talento, intelecto, filiación de raza mixta y por los métodos excéntricos de crianza empleados por sus padres.
Aclamada como "la Shirley Templo de los negros americanos", Schuyler hizo recitales de piano públicos y emisiones de radio a los cuatro años. Con ocho años ofreció dos recitales en la Exposición Universal de Nueva York . Schuyler ganó numerosos concursos musicales como los Conciertos para jóvenes de la Filarmónica de Nueva York en el Carnegie Hall . Se convirtió en la miembro más joven de la National Association for American Composers and Conductors a los once años. Con el paso de los años Schuyler se encontró con el racismo y tuvo problemas para aceptar su herencia de raza mixta. Más tarde se convirtió en periodista y murió en un accidente de helicóptero en Vietnam del Sur en 1967.

## Vida y carrera

### Primeros años de vida
Philippa Duke Schuyler nació en Harlem, Nueva York, el 2 de agosto de 1931. Fue la única hija de George Schuyler, un destacado ensayista y periodista negro, y de su mujer Josephine Schuyler (de soltera Cogdell), una vaquera blanca, antigua belleza bañista de Mack Sennett y nieta de los propietarios de esclavos. Sus padres creían que el matrimonio mixto podría "fortificar" las dos razas y producir descendencia extraordinaria. También defendieron que el matrimonio de razas mixtas podría ayudar a resolver muchos de los problemas sociales estadounidenses.
Durante los tres años previos al nacimiento de Schuyler, su madre sólo comía alimentos naturales y crudos, evitó la carne, siguió un régimen de preparación del cuerpo y la mente para limpiar su sistema y así tener un hijo "superior". Mrs. Schuyler creía, además, que el genio podría desarrollarse mejor con una dieta que consistía exclusivamente en alimentos crudos. Como resultado, Philippa creció en su apartamento de la ciudad de Nueva York ingiriendo una dieta que consistía principalmente en zanahorias crudas, guisantes y ñames y bistec crudo. Le daban una ración diaria de aceite de hígado de bacalao y rodajas de limón en lugar de dulces. "Cuando viajamos", dijo Dª. Schuyler: "Philippa y yo sorprendemos a los camareros. Tienes que discutir con la mayoría de los camareros antes de que te traigan carne cruda. Supongo que es bastante inusual ver a una niña comiendo un bistec crudo."
Reconocida como prodigio a una edad temprana, un escritor del New York Herald Tribune escribió en 1933 sobre ella como el "Negro Baby". Según los informes, Schuyler sabía el alfabeto a los diecinueve meses y era capaz de leer y escribir a los dos años. A los cuatro años ya podía tocar composiciones de Schumann y Mozart y escribía sus propias composiciones. Se descubrió que su cociente de inteligencia (CI) a los seis años era de 185.

### Carrera musical
La madre de Schuyler era una madre autoritaria que la presentó en todas las posibles competiciones musicales. En junio de 1936, a los cuatro años, Schuyler ganó su primera medalla de oro en el torneo anual patrocinado por el National Guild of Piano Teachers, donde interpretó diez composiciones originales. Ganó ocho premios consecutivos de los Young Conciertos de la Filarmónica de Nueva York en el Carnegie Hall, hasta que se le prohibió competir porque los demás niños no tenían la oportunidad de ganar contra ella. Además, ganó medallas de oro de la Music Education League y de la Ciudad de Nueva York.
Los recitales de piano y las emisiones de radio de Schuyler atrajeron una importante cobertura de prensa. La alcaldesa de Nueva York, Fiorello LaGuardia, era una de sus admiradoras y fue a visitarla a su casa en más de una ocasión. Declaró el día 19 de junio de 1940 como "el día de Philippa Duke Schuyler" en la Exposición Universal de Nueva York, donde ofreció dos recitales. A los nueve años, Schuyler se convirtió en el tema de "Evening With A Gifted Child", un perfil escrito por Joseph Mitchell, corresponsal de The New Yorker, que escuchó varias de sus primeras composiciones. Señaló que se dirigía a sus padres por su nombre. Schuyler completó el octavo grado a los once años, y a los catorce años ya había compuesto 200 selecciones musicales. Se convirtió en la miembro más joven de la National Association for American Composers and Conductors en 1942.
Cuando llegó a la adolescencia, Schuyler estaba de gira constantemente, tanto en Estados Unidos como en el extranjero. A los quince años, se graduó en la escuela secundaria Father Young SJ Memorial, la Schola Cantorum de la Escuela de Música Litúrgica Pío X. También actuó con la Filarmónica de Nueva York en el Lewisohn Stadium y continuó sus estudios en el Manhattanville College . Su talento como pianista fue ampliamente reconocido, aunque muchos críticos creyeron que su punto fuerte era tocar piezas virtuosísticas y criticaron su estilo a la hora de abordar obras más matizadas. La aclamación por sus actuaciones le llevó a convertirse en un modelo a seguir para muchos niños en Estados Unidos, pero la propia infancia de Schuyler se vio afectada cuando, durante su adolescencia, sus padres le mostraron los libros de recortes que habían almacenado para registrar su vida y su carrera. Los libros contenían numerosos recortes de periódicos en los que, tanto George como Josephine Schuyler, comentaban sus creencias y ambiciones para su hija. Darse cuenta de que había sido concebida y criada, en cierto sentido, como un experimento genético, robó a la pianista muchas de las ilusiones que habían hecho que su juventud fuera feliz.
Más tarde, Schuyler se desilusionó con los prejuicios raciales y de género que se encontró, sobre todo cuando actuaba en Estados Unidos, y gran parte de su carrera musical pasó a ser tocar en el extranjero. Huyó a América Latina, donde había más gente de razas mixtas y eligió un exilio voluntario de viajar y actuar por América Latina, Caribe, Asia, África y Europa. Interpretó en la toma de posesión de tres presidentes sucesivos en Haití. En África, actuó para varios notables como Haile Selassie de Etiopía, en las celebraciones del Día de la Independencia para Patrice Lumumba y Joseph Kasavubu del Congo, el presidente Kwame Nkrumah de Ghana, y para Albert Schweitzer en su aislada colonia de leprosos, en Lamberéné. Empezó a hacerse pasar por blanca en 1959, al principio para poder viajar a Sudáfrica, después, años más tarde, pensando que tendría una mejor carrera si volvía a entrar en la escena de los conciertos estadounidenses como intérprete blanca.

### Carrera periodística
A medida que su programa de conciertos disminuyó a principios de los años 60, Schuyler siguió a su padre George Schuyler por la rama del periodismo a los treinta años, complementando sus limitados ingresos escribiendo sobre sus viajes. Durante su recorrido como periodista publicó más de 100 artículos en periódicos y revistas a nivel internacional, y fue una de las pocas escritoras negras de la United Press International . Por otra parte, Schuyler publicó cuatro libros de no ficción: Aventuras en blanco y negro (una biografía, 1960); ¿Quién mató a Congo? (un resumen de la lucha del Congo Belga por la independencia, 1962); Jungle Saints (sobre los misioneros católicos, 1963); y Kingdom of Dreams (un estudio quijotesco de la interpretación científica de los sueños escrito con su madre, 1966).

## Vida personal
La vida personal de Schuyler fue, a menudo, infeliz desde la infancia. Su madre la castigaba severamente con azotes y nunca hizo amigos porque no iba a la escuela con regularidad. Además, cuando acudía a la escuela, estaba por delante de otros niños de su edad.
Schuyler desarrolló un complejo de inferioridad debido a su raza y vio su negrez como un "estigma". Por otra parte, rechazó muchos de los valores de sus padres y entendía su matrimonio interracial como un error. Poco a poco se convirtió, cada vez más, en una feminista vocal e hizo muchos intentos de hacerse pasar por una mujer de ascendencia iberoamericana llamada Felipa Monterro y Schuyler.
Aunque Schuyler se comprometió en varias ocasiones, nunca se casó. En 1965, sufrió un peligroso aborto tardío en Tijuana, después de una aventura con el diplomático ghanés Georges Apedo-Amah, ya que no quería tener un hijo con un hombre negro. En este sentido, Schuyler quería casarse con un hombre ario para impulsar su carrera y tener la descendencia que ella consideraba ideal.
Por último, Schuyler y su padre eran miembros de la John Birch Society . Además de su lengua materna inglesa, hablaba francés, italiano, español, portugués y alemán, siendo también una devota católica .

## Muerte
En 1966, Schuyler viajó a Vietnam del Sur para tocar para las tropas y grupos vietnamitas. Regresó en abril de 1967 como corresponsal de guerra de Manchester Union Leader de William Loeb y sirvió como misionera laica. El 9 de mayo del mismo año, durante una misión en Da Nang para evacuar a huérfanos vietnamitas, Schuyler murió cuando el helicóptero del ejército de Estados Unidos en el que se trasladaba se estrelló en la bahía de Da Nang . Pese a sobrevivir al impacto, su incapacidad para nadar hizo que se ahogara. Por aquel entonces, Schuyler había planeado irse de Vietnam unos días antes. Sin embargo, amplió su estancia para traer niños católicos de Hue, donde había tensión entre las facciones católica y budista . En su funeral en la Catedral de San Patricio de la ciudad de Nueva York asistieron 2.000 personas el 18 de mayo de 1967. La muerte de Philippa Schuyler representó la segunda muerte de mujeres periodistas estadounidenses que murieron en Vietnam.
La madre de Schuyler se vio profundamente afectada por su muerte y se suicidó unos días antes del segundo aniversario de su muerte en 1969.

## Legado
Los padres de Schuyler establecieron en su memoria la Philippa Schuyler Memorial Foundation .
Philippa Schuyler Middle School para Gifted and Talented en Bushwick, Brooklyn, Nueva York se dedica a preservar la memoria de la niña prodigio mediante la oferta de una educación a los niños de la ciudad focalizada en las artes.
En 2004 se informó de que Halle Berry poseía los derechos cinematográficos de la biografía de Schuyler. Berry tenía la intención de coproducir el biopic con Marc Platt, protagonizado por Alicia Keys como Schuyler.

## Libros
- Philippa Duke Schuyler, Aventuras en blanco y negro, con prólogo de Deems Taylor, (Nueva York: R. Speller, 1960)
- Philippa Duke Schuyler, ¿Quién mató a Congo?, (Nueva York: Devin-Adair, 1962)[30]
- Philippa Duke Schuyler, Jungle Saints: Africa's Heroic Catholic Misionarias, (Roma: Verlag Herder, 1963)
- Philippa Duke Schuyler y Josephine Schuyler, Kingdom of Dreams, (Nueva York: R. Speller, 1966)
- Philippa Duke Schuyler, Good Men Die, (Nueva York: Twin Circle, 1969)